# برج القوس
برج القوس هو البرج التاسع من الأبراج الإثني عشر من دائرة البروج ، أي قوس من دائرة مسار الشمس. برج من الجهة الجنوبية للسماء. تمر الشمس من برج القوس من 22 نوفمبر إلى 21 ديسمبر. تكون الشمس في هذا البرج عند أواخر الخريف. في الماضي البعيد كانت كوكبة القوس (الرامي) في هذه البرج ويسمي بالقوس، واليوم كوكبة فلكية العقرب فيها نتيجة لتقدم محور الأرض.